# Roberto Cingolani
Roberto Cingolani (ur. 23 grudnia 1961 w Mediolanie) – włoski fizyk i nauczyciel akademicki, profesor, w latach 2021–2022 minister.

## Życiorys
W 1985 ukończył fizykę na Uniwersytecie w Bari, doktoryzował się na tej uczelni z fizyki w 1988. W 1989 został absolwentem studiów podyplomowych w Scuola Normale Superiore w Pizie. Pracował w Instytucie Badań Ciała Stałego im. Maxa Plancka w Stuttgarcie, następnie na Università degli Studi di Lecce. Wykładał też na Uniwersytecie Tokijskim i Virginia Commonwealth University. W 2000 objął profesurę na uniwersytecie w Lecce, a rok później założył na nim laboratorium nanotechnologii, którego został dyrektorem. Autor lub współautor kilkuset artykułów naukowych, a także około 30 patentów.
W latach 2005–2019 pełnił funkcję dyrektora naukowego centrum badawczego Istituto Italiano di Tecnologia (IIT). Następnie zatrudniony w koncernie zbrojeniowym Leonardo, gdzie na stanowisku dyrektorskim odpowiadał za technologię i innowację. W lutym 2021 powołany na ministra środowiska w rządzie Maria Draghiego; w marcu tegoż roku mianowany ministrem transformacji ekologicznej. Zakończył urzędowanie w październiku 2022.